# Am Mellensee
Am Mellensee er en kommune i landkreis Teltow-Fläming i den den tyske delstat Brandenburg.
Kommunen Am Mellensee ligger ca. 40 km syd for Berlins centrum ved søerne Hegesee, Mellensee, Neuendorfer See og Schulzensee.

## Bydele
- Gadsdorf
- Klausdorf
- Kummersdorf-Alexanderdorf
- Kummersdorf-Gut
- Mellensee
- Rehagen
- Saalow
- Sperenberg

## Nabokommuner
Am Mellensee ligger mellem Trebbin i nordvest, Zossen mod nordøst og øst, Baruth/Mark mod sydøst og Nuthe-Urstromtal mod sydvest og vest.

## Benediktinerklosteret St. Gertrud
I Alexanderdorf Benediktinerklosteret St. Gertrud, der er det eneste Benediktinerkloster der er oprettet i Brandenburg efter reformationen. Det blev grundlagt i 1934.